# Szczawa (woda mineralna)
Szczawa – rodzaj wody mineralnej nasyconej wolnym dwutlenkiem węgla (CO2) w ilości przekraczającej 1000 mg/dm³. 
Jej powstawanie związane jest z aktywnością tektoniczną, która umożliwia przemieszczanie się CO2 z głębszych warstw skorupy ziemskiej i nasycanie nim płyciej położonych wód podziemnych. Proces ten powiązany jest z rozpuszczaniem skał i mineralizacją wody.
W przypadku gdy nasycenie wód CO2 jest niższe niż w szczawach i mieści się w granicach 250–1000 mg/dm³, noszą one nazwę wód kwasowęglowych. Oba typy wód wykorzystywane są w uzdrowiskach oraz są butelkowane.